# Bredsida

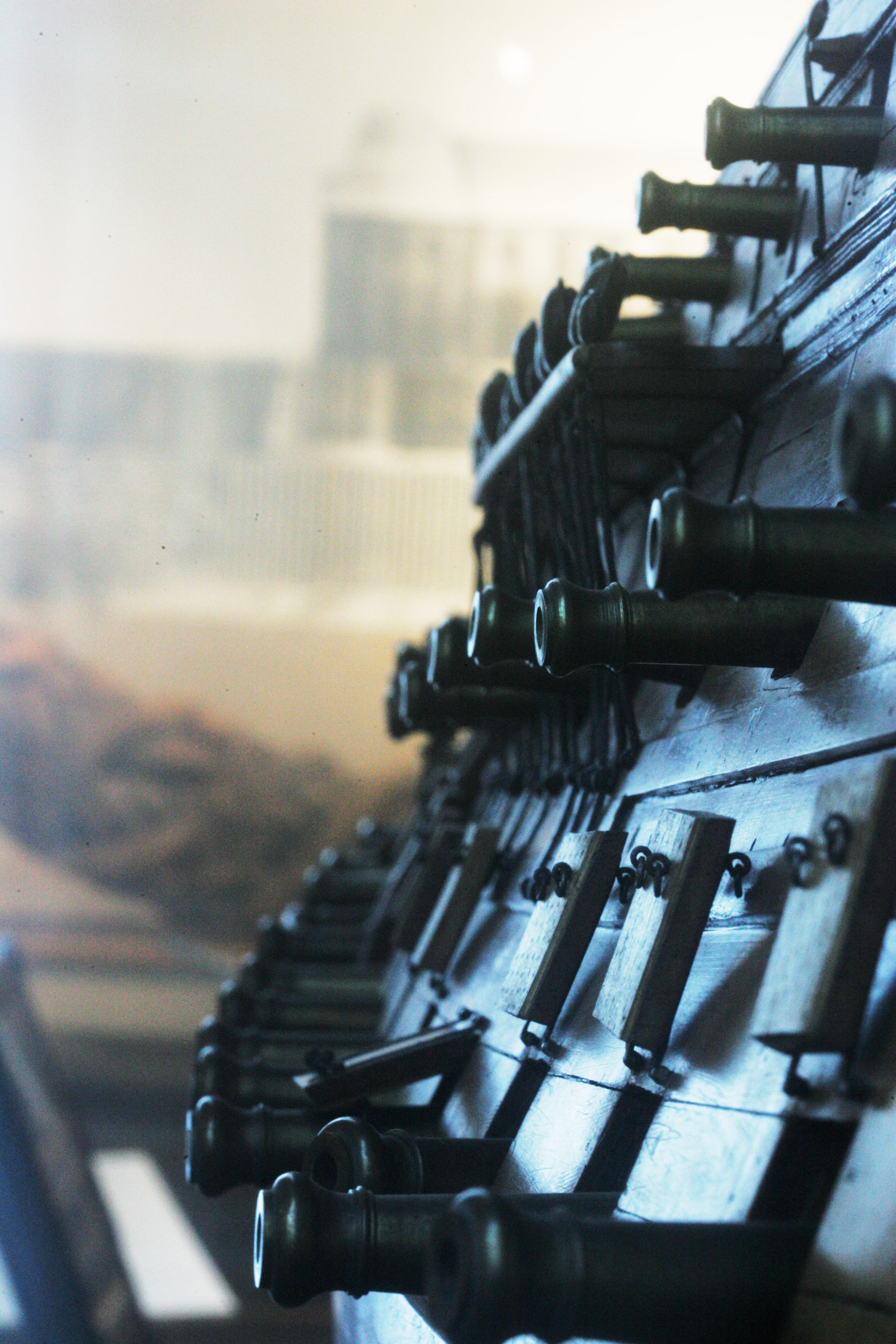
Bredsidan på en modell av ett franskt linjeskepp med 74 kanoner.

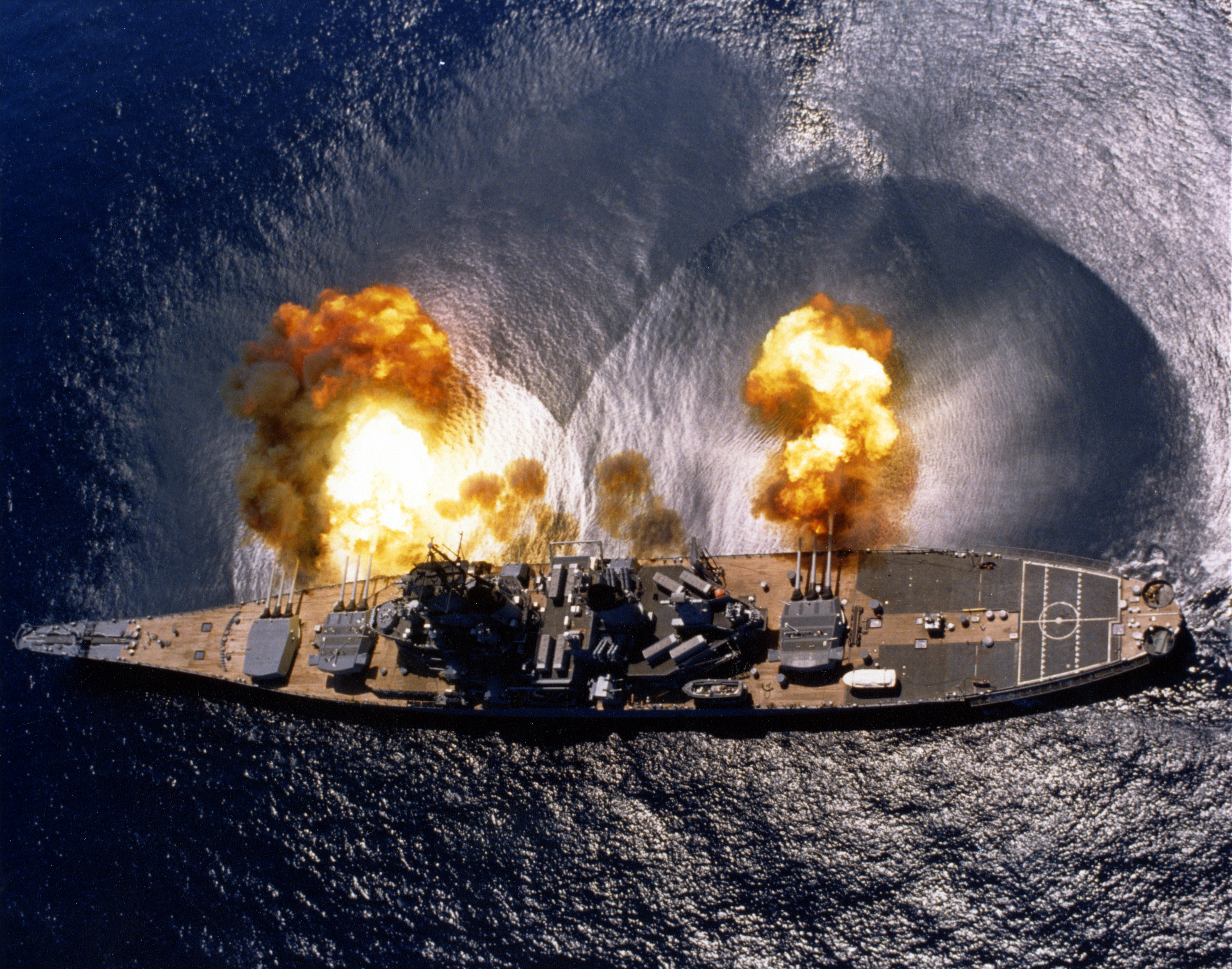
Det amerikanska slagskeppet USS Iowa avfyrar en bredsida 1984. Kraften i tryckvågen från avfyrningen är så stor att den tränger undan vattnet under kanonmynningarna.

En bredsida är en militär term inom sjökrigföring, som åsyftar den totala och samtidiga eldkraften från en av de båda långsidorna på ett örlogsfartyg.

## Segelfartyg
Från början av 1500-talet fram till slutet av 1800-talet var krigsfartyg utrustade med långa rader av kanoner på vardera sidan av fartyget vilka riktades genom kanonportar. Eldgivning med samtliga kanoner på skeppets ena sida gick under benämningen "bredsida". Kanonerna hade vid denna tid relativt liten räckvidd, endast ett par hundra meter, och träffsäkerheten var låg. De större krigsfartygens tjocka träskrov av ek medförde, att det krävdes stora mängder samordnad eldkraft från nära håll för att åstadkomma betydande skada. Taktiken var därför att manövrera skeppet till ett avstånd inom kanonernas räckvidd för att kunna tillfoga motståndarskeppet så stor skada, att det sjönk eller kunde bordas.

## Mått på eldkraft
En bredsida används även som ett mått på den totala eldkraft hos ett krigsfartyg, som kan riktas mot ett och samma mål, något som traditionellt endast kunnat uppnås genom att fartygets ena långsida vänds mot målet. Bredsidans storlek beräknas genom summering av vikterna av den ammunition, som samtidigt kan avlossas från samtliga kanoner. Exempelvis har det amerikanska slagskeppet USS Iowa nio kanoner i kanontorn, vilka samtliga kan riktas mot samma mål. Var och en av granaterna väger 1223 kg och vikten av samtliga nio kanoners ammunition blir därför 11 007 kg. Ett skepp som USS Iowa har således en bredsida på cirka 11 ton.